# آكل النمل الصغير
آكل النمل الصغير (الاسم العلمي: Cyclopes didactylus) (بالإنجليزية: pygmy anteater)‏ هو نوع من الحيوانات يتبع جنس آكل النمل الحريري من فصيلة الناملات المصقلبة. موطن هذا الحيوان هي أمريكا الوسطى وأمريكا الجنوبية، غير مهدد لأنه ينتشر في العديد من المناطق المحمية في المكسيك، الإكوادور، فنزويلا، جبال الأنديز، غيانا، سورينام، غيانا الفرنسية، وبوليفيا والبرازيل، ولم يسجل هذا النوع في السلفادور.